# Aaron Abraham ben Baruch Simeon ha-Levi
Aaron Abraham ben Baruch Simeon HaLevi foi um cabalista nascido no século XVI e que publicou uma pequena obra conhecida como  "Iggeret ha-Te'amim" (Carta sobre os acentos), sobre a qual Shabbethai Sheftel ben Akiba Hurwitz, cabalista de Praga escreveu em 1612 um comentário chamado Shefa' Tal onde afirma que Aaron havia sido um dos maiores mestres da Cabala e que seu trabalho contém os mais profundos mistérios que ele (Hurwitz) buscaria explanar.